# Loch Lomond
A Loch Lomond (skót gael nyelven: Loch Laomainn, jelentése: „Lomond-tó”) édesvizű tó a Skót-felföld határán. Nagy-Britannia legnagyobb tava, amely temérdek szigetet tartalmaz, például az Inchmurrint, amely a legnagyobb tavi sziget a brit szigetvilágban.

## Földrajza
A Loch Lomond egy édesvízi tó a Skót-felföld határán, mely elválasztja Közép-Skóciát és a Felföldet. A tó 39 kilométer hosszú, szélessége 8 kilométertől 1,21 kilométerig terjed. Átlagos mélysége körülbelül 37 méter, legmélyebb pontján 190 méter mély. Felszíne 71 km²-t tesz ki. 
Nagy Britannia összes tava közül ez a legnagyobb felületű és a második legnagyobb térfogattal rendelkező tó (a Loch Ness után). Az Egyesült Királyságban csak az észak-írországi Lough Neagh múlja felül. 
A hagyomány szerint a tó Stirlingshire és Dunbartonshire egyik határa; déli partja megközelítőleg 23 kilométerrel északra van Glasgowtól, Skócia legnagyobb városától.
A Loch Lomond része a Loch Lomond és Trossachs Nemzeti Parknak. A Ben Lomond, a legdélebbi skót csúcs („munro”) a tó keleti partján található 974 m-es magassággal.

## A tó szigetei
A tó a vízmagasságtól függően harminc-egynéhány szigetet tartalmaz. Némelyikük még brit édesvízi viszonylatban is nagynak számít. Az Inchmurrin, példának okáért, a brit szigetek legnagyobb édesvízi szigete. A Loch Tay szigeteihez hasonlóan, némelyik sziget időszámításunk előtt készült mesterséges szigetnek, ún. crannognak tűnik.
A tó egyik szigete, az Inchconnachan, egy szép wallaby-kolóniának ad otthont.

## Szabadidős tevékenységek
A Loch Lomond Golf Club, mely több nemzetközi eseményt rendezett, a délnyugati parton található. Egy másik golf klub, a The Carrick a tónak a Loch Lomond Clubbal szembeni oldalán található.

## Vitorlázás és vízi sportok
A Loch Lomond egyike Skócia elsődleges hajózó- és vízisport-helyeinek. A táj Skócia minden részéről vonz embereket magához. A tavon mindenféle vízi jármű használható, úgy mint kajak, kenu, szörf, jet ski, gyorsasági motorcsónak és túrahajó. A Loch Lomond önkéntes vízi mentőszolgálata 24 órás felügyeletet tart a tó területén. 
A nemzeti park hatósága megpróbál igazságot tenni a szárazföldi és a vízi turisták között ún. nyugalmi területek létrehozásával ahol a sebességkorlát 10 km/h, természetesen a tó többi részén akár 90 km/h-val is lehet haladni.

## Fordítás
Ez a szócikk részben vagy egészben  a   Loch Lomond című angol Wikipédia-szócikk fordításán alapul.  Az eredeti cikk szerkesztőit annak laptörténete sorolja fel. Ez a jelzés csupán a megfogalmazás eredetét és a szerzői jogokat jelzi, nem szolgál a cikkben szereplő információk forrásmegjelöléseként.